# Mubadala World Tennis Championship 2018
Il Mubadala World Tennis Championship 2018 è un torneo esibizione di tennis disputato su campi in cemento. È stata la 10ª edizione dell'evento che si è svolta dal 28 al 30 dicembre 2017. Hanno partecipato sei giocatori fra i primi del mondo. Il torneo si è svolto nel Abu Dhabi International Tennis Complex di Zayed Sports City ad Abu Dhabi negli Emirati Arabi Uniti. Questo è stato un torneo di preparazione all'ATP World Tour 2018 e al WTA Tour 2018.

## Partecipanti

### Teste di serie singolare maschile
| Nazionalità | Giocatore             | Ranking | Testa di serie* |
| ----------- | --------------------- | ------- | --------------- |
| Austria     | Dominic Thiem         | 5       | 1               |
| Spagna      | Pablo Carreño Busta   | 10      | 2               |
| Serbia      | Novak Đoković         | 12      | 3               |
| Sudafrica   | Kevin Anderson        | 14      | 4               |
| Spagna      | Roberto Bautista Agut | 20      | 5               |
| Russia      | Andrej Rublëv         | 39      | 6               |

### Teste di serie singolare femminile
| Nazionalità | Giocatore        | Ranking | Testa di serie* |
| ----------- | ---------------- | ------- | --------------- |
| Lettonia    | Jeļena Ostapenko | 7       | 1               |
| Stati Uniti | Serena Williams  | 22      | 2               |

## Campioni

### Singolare maschile
Kevin Anderson ha battuto in finale  Roberto Bautista Agut con il punteggio di 6–4, 7–6(0).

### Singolare femminile
Jeļena Ostapenko ha battuto  Serena Williams con il punteggio di 6–2, 3–6, [10-5].